# Kamenný květ (Zdena Fibichová)
Kamenný květ je socha umístěná v Praze 6 – Liboci při ulici Evropská a Vlastina poblíž autobusové zastávky Divoká Šárka na zatravněném prostranství.

## Historie
Plastika Zdeny Fibichové vznikla v letech 1967–1971 jako jedna z několika uměleckých děl umístěných podél bývalé Leninovy třídy (Evropská) při její rekonstrukci.
Roku 2020 prošla opravou, která skončila v polovině srpna; celkově byla očištěna, nízký kruhový sokl s kamenným obkladem opraven a nově doplněn.

### Výtvarné řešení úseku Kladenská–Velvarská
Součástí rekonstrukce Leninovy třídy v letech 1964–1972 byl vznik několika uměleckých děl, například „Setkání u studny“ od Bedřicha Stefana, „Dutá torza“ od Aleše Grima, „Adam a Eva“ od Zdeňka Šimka, „Dvojice“ od Zdeňka Palcra, „Tři postavy“ od Miloslava Chlupáče, vjezdová brána Vokovického hřbitova od Josefa Symona umístěná v kubizujícím oplocení z pohledového betonu od architekta Stanislava Hubičky nebo „Vzlet“ autorů Valeriána Karouška a Jiřího Nováka.

## Popis
Galerie hlavního města Prahy vede sochu pod inventárním číslem VP-145 a její umístění je v k.ú. Liboc na parcele č. 1343/2. Vznikla z kamene trachytu technikou sekáním. Předcházel jí drobnější návrh z bílého cementu (40 cm); konečná velikost byla 2,20 metru.